# Obeckov
Obeckov (bis 1927 slowakisch „Ebeckov“ oder „Obeckovo“; ungarisch Ebeck) ist eine Gemeinde im Süden der Slowakei mit 433 Einwohnern (Stand 31. Dezember 2024). Sie gehört zum Okres Veľký Krtíš, einem Kreis des Banskobystrický kraj.

## Geographie
Die Gemeinde befindet sich im Talkessel Ipeľská kotlina, einem Teil der größeren Einheit Juhoslovenská kotlina, im weiten Tal des Baches Plachtinský potok. Das Ortszentrum liegt auf einer Höhe von 190 m n.m. und ist acht Kilometer von Veľký Krtíš entfernt.
Nachbargemeinden sind Dolné Plachtince im Norden, Malý Krtíš im Nordosten, Nová Ves im Osten, Sklabiná im Südosten und Süden, Nenince im Südwesten und Príbelce im Westen.

## Geschichte

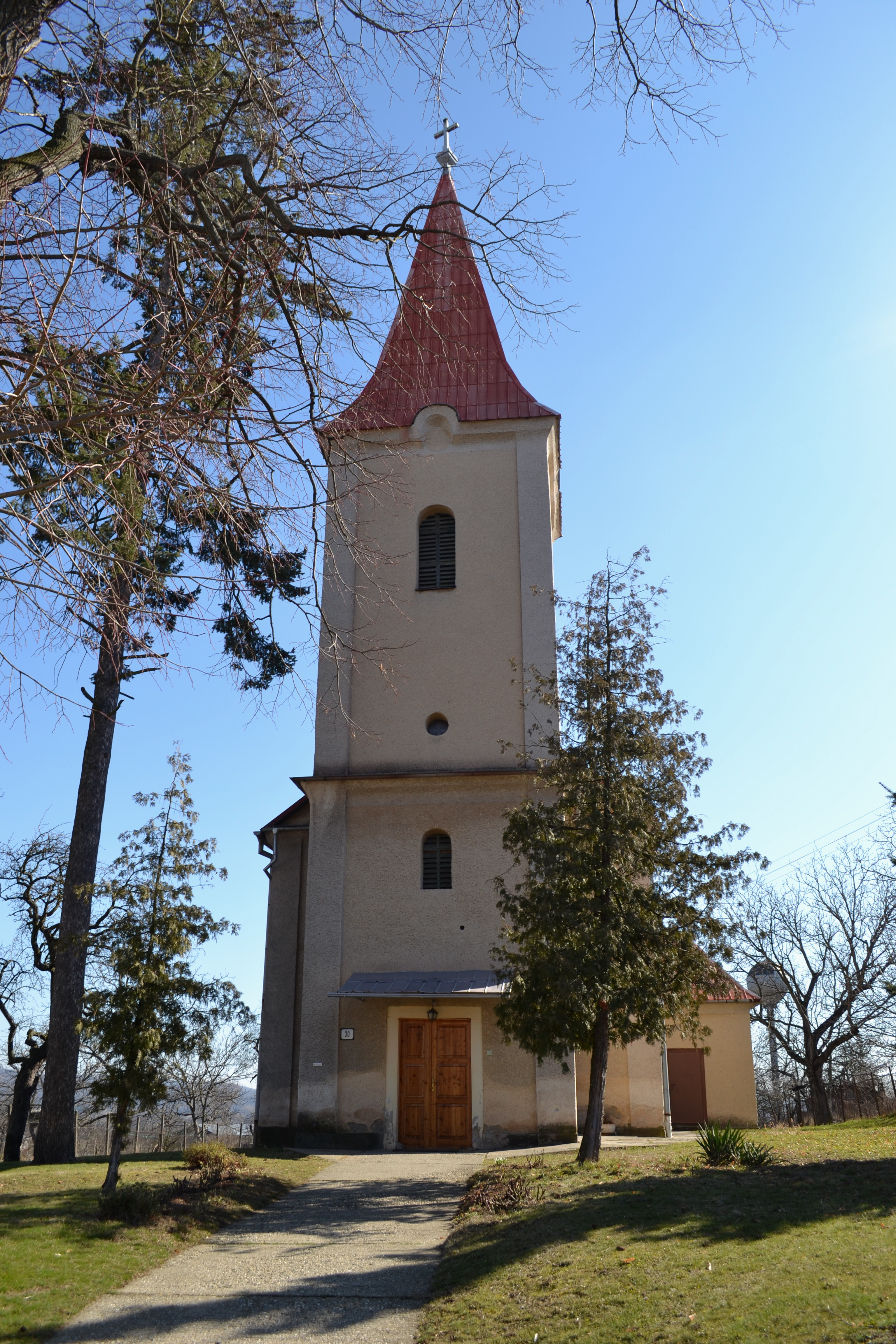
Römisch-katholische Kirche in Obeckov

Obeckov wurde zum ersten Mal 1323 als Abichk schriftlich erwähnt und ist nach den ersten Gutsherren, der Familie Ebeczky, benannt. Zwischen 1554 und 1593 stand der Ort unter türkischer Besetzung. 1828 zählte man 41 Häuser und 452 Einwohner, die als Landwirte und Winzer beschäftigt waren, dazu gab es im 19. Jahrhundert ein Großgut von Balassa. 
Bis 1918/1919 gehörte der im Komitat Neograd liegende Ort zum Königreich Ungarn und kam danach zur Tschechoslowakei beziehungsweise heute Slowakei.

## Bevölkerung
| Jahr                | 1994 | 2004     | 2014    | 2024     |
| ------------------- | ---- | -------- | ------- | -------- |
| Anzahl der Personen | 424  | 478      | 496     | 433      |
| Unterschied         |      | +12,73 % | +3,76 % | −12,70 % |

| Jahr                | 2023 | 2024    |
| ------------------- | ---- | ------- |
| Anzahl der Personen | 424  | 433     |
| Unterschied         |      | +2,12 % |

Gemäß der Volkszählung 2011 wohnten in Obeckov 499 Einwohner, davon 474 Slowaken, fünf Roma, vier Magyaren, jeweils zwei Kroaten und Tschechen und ein Ukrainer. 11 Einwohner machten keine Angabe zur Ethnie.
413 Einwohner bekannten sich zur römisch-katholischen Kirche, 37 Einwohner zur Evangelischen Kirche A. B., fünf Einwohner zur apostolischen Kirche, vier Einwohner zur orthodoxen Kirche, drei Einwohner zu den Baptisten, zwei Einwohner zur evangelisch-methodistischen Kirche und ein Einwohner zu den christlichen Gemeinden. 13 Einwohner waren konfessionslos und bei 21 Einwohnern wurde die Konfession nicht ermittelt.

## Bauwerke

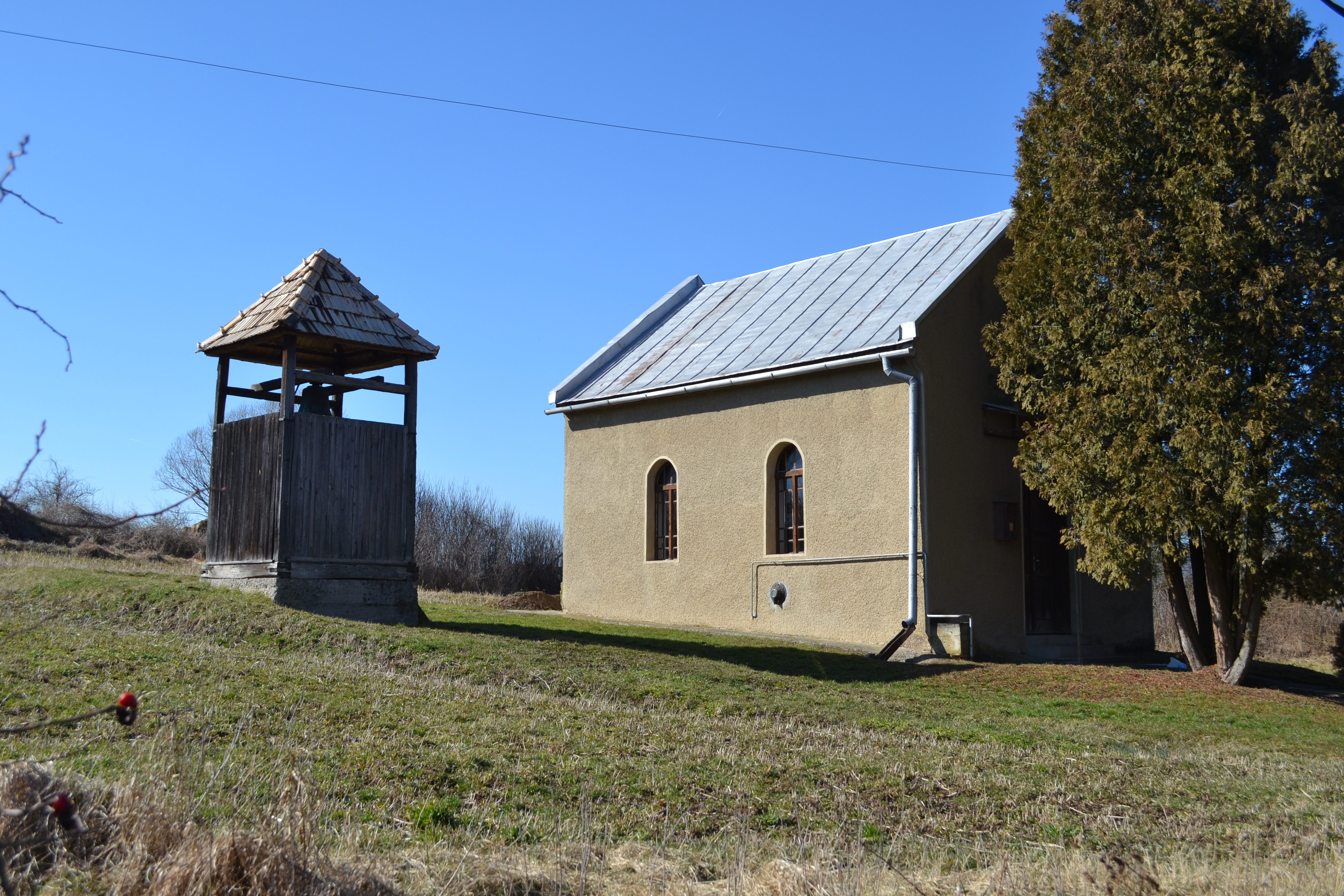
Evangelische Kirche und Glockenhaus

- römisch-katholische Kirche Johannes der Täufer im neoklassizistischen Stil aus dem Jahr 1894
- evangelische Kirche aus dem Jahr 1908 mit Holzglockenhaus
- denkmalgeschütztes Haus Nr. 5 in Volksbauweise